# The Rolling Stones American Tour 1972
El American Tour 1972, o también llamado S.T.P. Tour (por Stones Touring Party), fue un tour muy publicitado que The Rolling Stones realizó en los Estados Unidos y Canadá entre los meses de junio y julio de 1972.

## Historia
Este tour se realizó seguido al lanzamiento del álbum Exile on Main St. el 12 de mayo. Pero esto llegó mucho más allá que una gira promocional cualquiera, más bien se convirtió en un gran evento cultural pop de la época. Llegaron con la reputación de ser "La mejor banda de Rock 'n' Roll del mundo", y la atención del público se centró en sus múltiples facetas que quedaron marcadas en la conciencia popular: como proveedores de crudo R&B llenos de energía y como el epítome de la decadencia bohemia, en comparación a los extintos y relativamente sanos Beatles. Al mismo tiempo, el cantante Mick Jagger es por ahora una glamorosa celebridad, que se había trasladado al jet set de la alta sociedad. En estos aspectos se entrelaza todo, por lo que la gira ha suscitado una gran atención de los observadores de la alta y la baja cultura.

### La prensa
Varios periodistas destacados fueron asignados a cubrir este gran evento. Truman Capote, quien no había publicado un trabajo importante desde A sangre fría el año 1966, pero que todavía se consideraba una celebridad del más alto nivel, fue enviado a cubrir la gira para la revista Rolling Stone con una buena amiga y miembro del Clan Kennedy, la princesa Lee Radziwill y su compañero, el artista Peter Hill Beard. Capote, que estaba borracho y frecuentemente bajo los efectos de los tranquilizantes, no tuvo buena relación con el grupo y abandonaron la gira en Nueva Orleans, para solo cubrir el último show en el Madison Square Garden de Nueva York. Capote, aburrido, no terminó su trabajo titulado provisionalmente "It Will Soon Be Here". Rolling Stone recuperó el tema entrevistando a Capote acerca de la gira en 1973. Más aceptable fue el trabajo de Terry Southern, quien cubrió el evento para el Saturday Review y era amigo del guitarrista Keith Richards. Robert Greenfield escribió un documento sobre la gira titulado S.T.P.: A Journey Through America With The Rolling Stones que fue publicado en 1974. Greenfield ya había reporteado el 1971 British Tour para la Rolling Stone y se le concedió acceso exclusivo para cubrir los sucesos más íntimos de la banda, pero luego fue relegado a la "presentación de informes adicionales" por el editor Jann Wenner (Timothy Crouse vivió una situación semejante durante la elección presidencial de EE. UU. en 1972) y fue reemplazado a último minuto por Capote.
Dicha cobertura no se limita a los medios impresos. Dick Cavett realizó un especial en televisión de 1 hora antes del término de la presentación en Nueva York y describió como el bajista Bill Wyman fumaba marihuana. Capote, que habitualmente asistía a The Tonight Show Starring Johnny Carson y a otros programas de conversación, contaba todas sus desventuras en el camino. El reportero radial de Nueva York Alex Bennett también fue enviado para cubrir la presentación del Madison Square Garden.

### Altercados
Los Stones siempre mostraban su reputación "chicos malos" (que no solo era una hipérbole comercial), cuestión que tenía ciertos efectos en sus fanes, ya que en buena parte de la gira hubo conflictos y violencia física. En el primer show, el 3 de junio en Vancouver, Columbia Británica, 31 policías fueron atendidos por heridas cuando más de 2.000 aficionados intentaron bloquear el Pacific Coliseum. En San Diego, el 13 de junio hubo 60 detenciones y 15 heridos durante los disturbios. En Tucson, Arizona, el 14 de junio, un intento por parte de 300 jóvenes de derribar las puertas hizo que la policía usara gases lacrimógenos. La banda alojó en la Mansión Playboy de Hugh Hefner, y su estancia fue descrita por muchas fuentes como "cuatro días completos de orgías". Greenfield describió esta estancia como la "Manson paranoia". Hefner, quien no asistió a ningún concierto, pidió que no se filmara detalles del paso de los Stones por la mansión.
El show continuó en julio, y también continuaron los problemas. Hubo 61 detenidos entre la multitud que asistió el 4 de julio al RFK Stadium en Washington D. C.. El 13 de julio la policía tuvo que bloquear 2.000 tickets cuando los fanes trataban de obtener acceso al show de Detroit. El 13 de julio, en el Montreal Forum hubo una serie de altercados que afectaron directamente a la banda: La explosión de una van que contenía alguno de sus equipos y la falsificación de más de 3.000 tickets que habían sido vendidos, con la consecuente llegada de fanes y retraso de shows. El día siguiente las cosas no mejoraron, los Stones pelearon con el fotógrafo Andie Dickerman en Rhode Island, Jagger y Richards fueron enviados a la cárcel y el show del Boston Garden se tenía que suspender. El alcalde de Boston Kevin White, temeroso con un motín por parte de los fanes les dio la libertad bajo fianza, con ello el show se realizó solo con un pequeño retraso. Dickerman presentó una demanda contra la banda por £ 22230 . La visita terminó con tres noches consecutivas en el Madison Square Garden, en la primera noche hubo 10 detenciones y dos policías heridos.
En menor medida, este viaje también tuvo enfrentamientos al interior de la banda, como el de la glamorosa esposa de Mick, Bianca Jagger y la compañera de Keith Richards Anita Pallenberg. Altamont todavía afectaba a la banda, incluso Jagger y Richards llevaban consigo una .38 Police Special por los rumores de amenazas de muerte por parte de los Hell Angels. En el último tiempo, los rumores de amenazas han sido rechazados y aclarados por Mick Jagger.
Bobby Keys, quien acompañó a la banda durante la gira y además participó con Buddy Holly en los 50s fue despedido en la mitad del tour siguiente por sus problemas de alcohol.
El último show, el 26 de julio, coincidió con el cumpleaños de Jagger. Fue un show relativamente tranquilo y Ahmet Ertegün organizó una fiesta de cumpleaños que contó con la presencia de Bob Dylan, Woody Allen, Andy Warhol, Capote y Zsa Zsa Gabor donde se había invitado al músico Count Basie para amenizar el evento.

### Efectos posteriores
Muchos de los colaboradores y asociados a los Stones no sobrevivieron a la atmósfera de la gira. Marshall Chess, colaborador de la banda y jefe de Rolling Stones Records cayó en la adicción a la heroína y perdió más de treinta libras, continuando en actividad hasta su ingreso a una clínica de desintoxicación en 1977. El rigor de los viajes también perjudicaba la frágil salud de Nicky Hopkins, que también luchaba contra su adicción a las drogas antes de someterse a un tratamiento de purificación de la Iglesia de la Cienciología. El coordinador de publicidad Gary Stromberg quedó tan mal, que fue abandonado en un bote a las orillas de la Fire Island en Nueva York. Stromberg volvería a trabajar y tendría más complicaciones durante la primera gira americana de T. Rex. El jefe de iluminación Chip Monck experimentó con un nuevo sistema, lo que resultó un fracaso y disminuyó su reputación.

### Grabaciones
Nunca apareció un álbum en vivo de esta gira, aunque incluso habían sido diseñado el arte del disco y se habían retocado ciertas grabaciones, las disputas contractuales con Allen Klein impidieron que se lanzara el álbum.
Se hicieron dos películas de la gira. La película Ladies and Gentlemen - The Rolling Stones! nunca fue lanzada en video o DVD y solo apareció en cines el año 1974.
Robert Frank (famoso por Pull My Daisy) realizó Cocksucker Blues, un inédito documental en cine de realidad con imágenes del concierto, interacción con Warhol, el grupo de Capote, uso de drogas, Jagger masturbándose y sexo grupal. Por orden de la corte, el documental solo puede ser visto en Estados Unidos si Frank o un agente que actúe en su nombre está presente. No obstante, Cocksucker Blues ha sido ampliamente pirateada a lo largo de los años.

## Músicos
- Mick Jagger - voz, armónica
- Keith Richards - guitarra, voces
- Mick Taylor - guitarra
- Bill Wyman - bajo
- Charlie Watts - batería

Músicos adicinales
- Ian Stewart - Road Manager, piano en Brown Sugar, Bye Bye Johnnie y Honky Tonk Woman
- Nicky Hopkins - piano
- Bobby Keys - saxofón
- Jim Price - trompa

## Teloneros
Como actuación de apertura participaba Stevie Wonder, que en ese entonces era conocido por su hit Superstition.

## Set list
1. "Brown Sugar"
2. "Bitch"
3. "Rocks Off"
4. "Gimme Shelter"
5. "Happy"
6. "Tumbling Dice"
7. "Love in Vain"
8. "Sweet Virginia"
9. "You Can't Always Get What You Want"
10. "All Down the Line"
11. "Midnight Rambler"
12. "Bye Bye Johnny"
13. "Rip This Joint"
14. "Jumpin' Jack Flash"
15. "Street Fighting Man"
16. Bis: "Honky Tonk Women"
17. Bis: Medley: "Uptight (Everything's Alright)"/ "(I Can't Get No) Satisfaction" (con Stevie Wonder y su banda)

La tendencia es exactamente la misma a la de los tours anteriores, dejando de lado el catálogo pre-1968 (solo había algunos medleys de ese periodo). También en esta gira se habló mucho de la ausencia de Sympathy for the Devil, la cual es erróneamente relacionada con el asesinato del macro-concierto en Altamont.

## Fechas
- 03/06/1972  Pacific Coliseum - Vancouver, BC
- 04/06/1972  Seattle Center Coliseum - Seattle, WA (2 shows)
- 06/06/1972  Winterland Palace - San Francisco, CA (2 shows)
- 08/06/1972  Winterland Palace - San Francisco, CA (2 shows)
- 09/06/1972  Hollywood Palladium - Los Ángeles, CA
- 10/06/1972  Pacific Terrace Center - Long Beach, CA
- 11/06/1972  The Forum - Los Ángeles, CA (2 shows)
- 13/06/1972  International Sports Arena - San Diego, CA
- 14/06/1972  Civic Arena - Tucson, AZ
- 15/06/1972  University Of New Mexico - Albuquerque, NM
- 16/06/1972  Denver Coliseum - Denver, CO (2 shows)
- 18/06/1972  Metropolitan Sports Center - Bloomington, MN
- 19/06/1972  International Amphitheater - Chicago, IL
- 20/06/1972  International Amphitheater - Chicago, IL (2 shows)
- 22/06/1972  Municipal Auditorium - Kansas City, MO
- 24/06/1972  Tarrant County Convention Center - Fort Worth, TX (2 shows)
- 25/06/1972  Hofheinz Pavilion - Houston, TX (2 shows)
- 27/06/1972  Municipal Auditorium - Mobile, AL
- 28/06/1972  Universidad de Alabama - Tuscaloosa, AL
- 29/06/1972  Municipal Auditorium - Nashville, TN
- 04/07/1972  Robert F. Kennedy Memorial Stadium - Washington D. C.
- 05/07/1972  The Scope - Norfolk, VA
- 06/07/1972  Charlotte Coliseum - Charlotte, Carolina del Norte
- 07/07/1972  Civic Arena - Knoxville, TN
- 09/07/1972  Kiel Convention Hall - St. Louis, MO (2 shows)
- 11/07/1972  Rubber Bowl - Akron, OH
- 12/07/1972  Convention Center - Indianápolis, IN
- 13/07/1972  Cobo Hall - Detroit, MI
- 14/07/1972  Cobo Hall - Detroit, MI
- 15/07/1972  Maple Leaf Gardens - Toronto, ON (2 shows)
- 17/07/1972  Montreal Forum - Montreal, QB
- 18/07/1972  Boston Garden - Boston, MA
- 19/07/1972  Boston Garden - Boston, MA
- 20/07/1972  The Spectrum - Filadelfia, PA
- 21/07/1972  The Spectrum - Filadelfia, PA (2 espectáculos)
- 22/07/1972  Civic Center Arena - Pittsburgh, PA
- 24/07/1972  Madison Square Garden - Nueva York, NY
- 25/07/1972  Madison Square Garden - Nueva York, NY (2 shows)
- 26/07/1972  Madison Square Garden - Nueva York, NY